# 柏原站 (大阪府)
柏原站（日语：／ Kashiwara eki */?）位于大阪府柏原市，是西日本旅客铁道（JR西日本）和近畿日本铁道（近铁）管辖车站。

## 车站结构

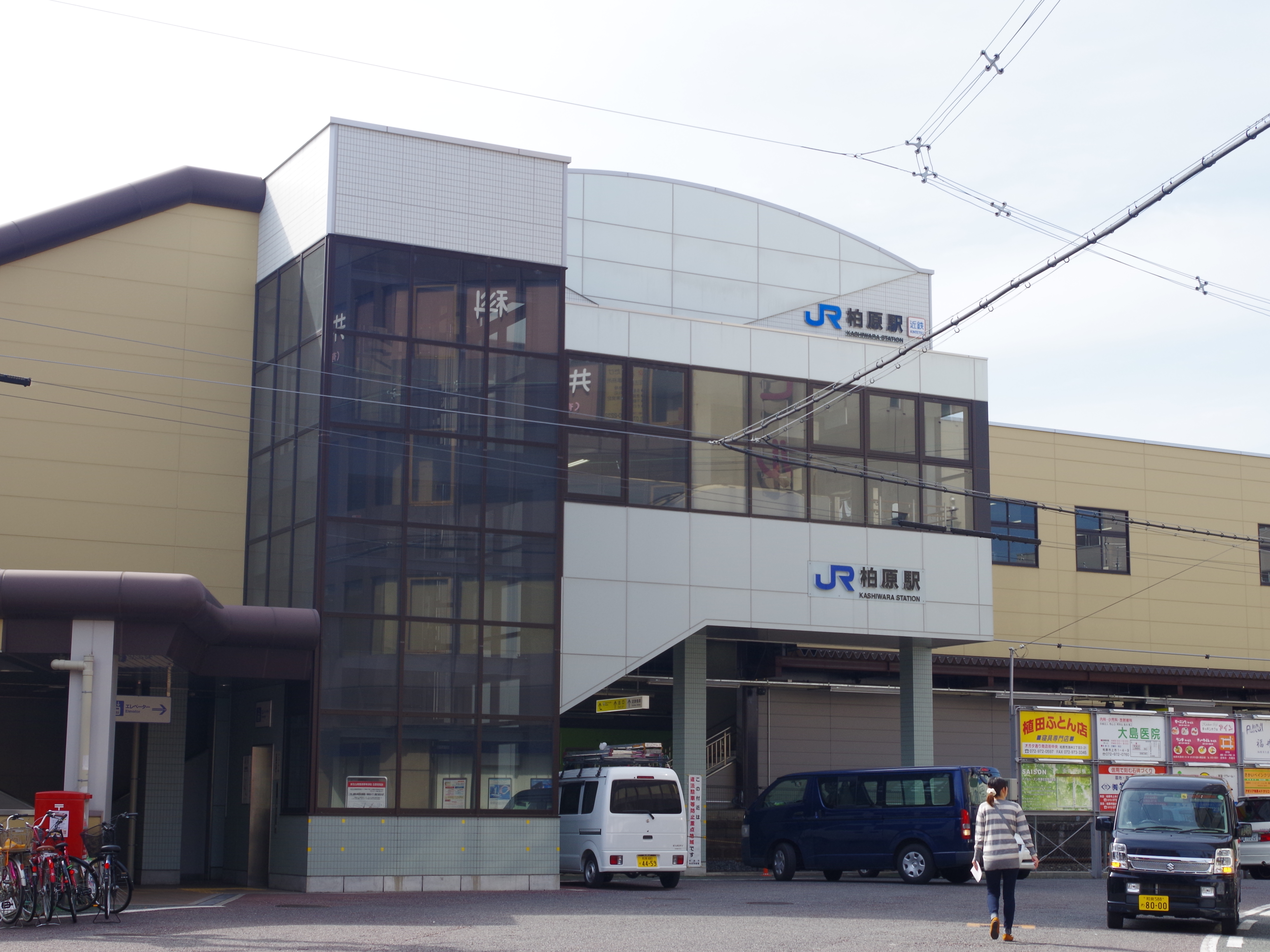
東口(2012年10月)

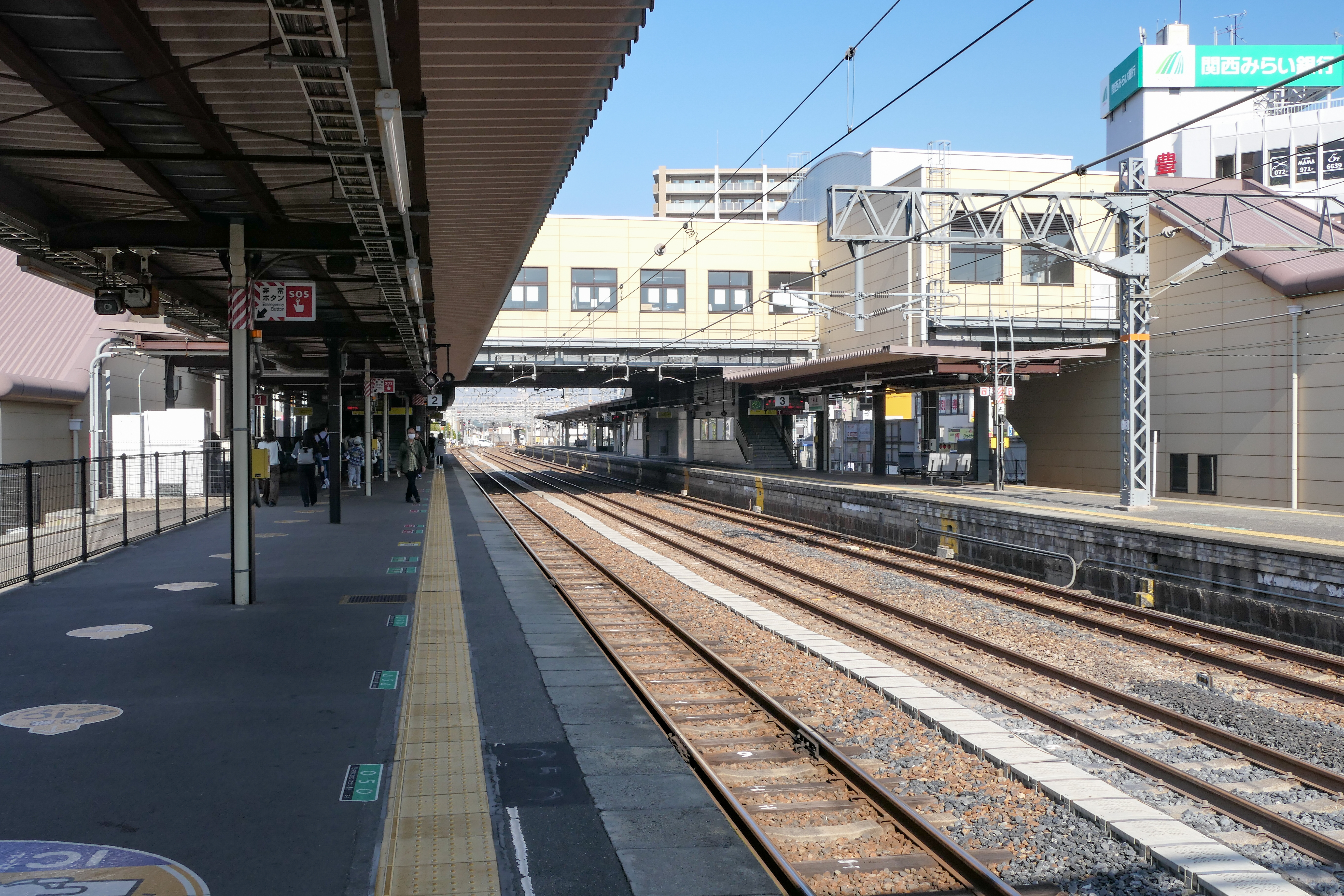
月台(2023年11月)

本站為岛式站台2台4线和侧式站台1台1线构成的地上车站，也是跨线式的站房。本站是由八尾站管理的直营站。支持使用ICOCA。近铁站台由JR西日本代为管理。

### 月台
| 月台 | 路線         | 方向 | 目的地                   |
| ---- | ------------ | ---- | ------------------------ |
| 1    | 近鐵道明寺線 | 上行 | 道明寺方向               |
| 2、3 | 大和路線     | 下行 | 天王寺、JR難波、大阪方向 |
| 3、4 | 大和路線     | 上行 | 王寺、奈良、高田方向     |

## 使用情况

### JR西日本
根据大阪府统计年鉴2017年日平均乘车人数11,108。
| 年度   | 1日平均 乘车人数 |
| ------ | ---------------- |
| 1997年 | 11,418           |
| 1998年 | 11,332           |
| 1999年 | 11,068           |
| 2000年 | 10,883           |
| 2001年 | 10,869           |
| 2002年 | 10,820           |
| 2003年 | 10,922           |
| 2004年 | 10,847           |
| 2005年 | 10,831           |
| 2006年 | 10,902           |
| 2007年 | 10,749           |
| 2008年 | 10,959           |
| 2009年 | 10,823           |
| 2010年 | 10,814           |
| 2011年 | 10,891           |
| 2012年 | 10,943           |
| 2013年 | 11,163           |
| 2014年 | 10,946           |
| 2015年 | 11,110           |
| 2016年 | 11,096           |
| 2017年 | 11,108           |

### 近铁
各调查日单日乘降人数如下表
| 年度   | 乘降人数 | 調査日         |
| ------ | -------- | -------------- |
| 2018年 | 6,469人  | 2018年11月13日 |
| 2015年 | 5,975人  | 2015年11月10日 |
| 2012年 | 6,187人  | 2013年11月13日 |
| 2010年 | 6,161人  | 2010年11月9日  |
| 2008年 | 6,148人  | 2008年11月18日 |
| 2005年 | 6,670人  | 2005年11月8日  |

## 同名車站
另有其他車站名叫「柏原」，但讀音不同。車票上會標示本站為（関）柏原，以作區別。
- 滋賀縣：柏原站（「かしわばら」） - JR東海道本線[4]
- 兵庫縣：柏原站（「かいばら」） - JR福知山線[4]

## 相鄰車站
西日本旅客鐵道
 大和路線（關西本線）
■大和路快速、■直通快速、■快速、■區間快速
通過
■普通
高井田（JR-Q28）－柏原（JR-Q27）－志紀（JR-Q26）
近畿日本鐵道
 道明寺線
柏原南口（N16）－柏原（N17）

## 外部連結
- 柏原｜車站資訊：JR出門網 - 西日本旅客鐵道
- 柏原 - 近畿日本鐵道